# Dželaluddin Rumi
 Mevlana Dželaludin Rumi (perz.: مولانا جلال الدین محمد رومی) (Belh, 30. rujna 1207. – Konya, 17. prosinca 1273.), perzijski islamski filozof, teolog, pravnik, pjesnik i  
derviš iz 13. stoljeća. Smatra se jednim od najvećih derviških pjesnika islama, koji je pisao na persijskom jeziku. Ime Rumi dobio je zbog toga što je život proveo u Rumu (Rumski sultanat), današnja srednja Anadolija, a Mevlana na perzijskom jeziku znači naš vodič. Osnivač je derviškog reda mevlevije.

## Vanjske poveznice
- Ko je bio Mevlana Dželaluddin Rumi, već godinama najčitaniji pjesnik u Americi?